# Daniel Båverud
Daniel Karl Göran Båverud, tidigare Lundström (fram till 2005), född 18 april 1986, är en svensk handbolltränare och tidigare handbollsspelare (vänsternia). Han är 2,00 meter lång och kallades som aktiv för "Släggan". Han spelade totalt 28 U-landskamper och gjorde 71 mål.
Han är bror till handbollstränaren Frenne Båverud (född 1981) och tidigare handbollsspelarna Johan (född 1983) och Rasmus Båverud (född 1990).

## Frikastavgörandet i SM-slutspelet 2006
Som aktiv är Daniel Båverud kanske främst ihågkommen för att, blott 20 år gammal, ha avgjort SM-semifinalmatchen mot IFK Skövde den 26 april 2006. Det skedde efter slutsignalen med matchens sista kast, ett frikast mot uppställt försvar. Skövde ledde på förhand med 2–1 i matcher men Båveruds mål innebar seger för Hammarby IF med 26–25 och att det därmed skulle bli en femte och avgörande semifinal. Hammarby vann sedan både den matchen och finalen i Scandinavium mot IK Sävehof, och kunde titulera sig svenska mästare i handboll för första gången.

## Meriter
- Svensk mästare tre gånger (2006, 2007 och 2008) med Hammarby IF